# A-nation
a-nation은 일본의 대규모 레코드 회사인 에이벡스 그룹이 개최하는 여름의 야외 라이브 투어로, 2002년부터 매년 개최되고 있다.

## 개요
에이벡스가 매년 하고 있던 이벤트를 보다 본격적으로 발전시킨 것으로, 매년 7월부터 8월 하순에 걸쳐 일본 전국 각지의 야외 회장에서 행해진다. 메인 무대에서 에이벡스 소속의 최고 인기 아티스트가 라이브 공연을 실시하는 것 외에 부속 무대에서도 해체 전의 아티스트 다수(그 중 일부는 메인 무대의 개막 전에 오프닝 코너라고 제목을 붙여 실시한다.)가 라이브 공연을 한다. 오프닝 코너 시작부터 공연 종료까지의 시간은 2002년 시작 애초는 약 4시간 반이었지만, 2005년에는 약 6시간에 달했다. 또, 애초는 이벤트 전반에서 토요일 공연 다음 날에 다른 도시에서의 공연을 넣고 있었지만, 여러 가지 문제가 있었기 때문에 2004년부터는 이런 것이 사라지게 되었고 개최 도시도 줄어들었다.
패밀리 마트가 첫회부터 일관해서 특별 협찬하고 있다. 이전에는 도요타 자동차도 특별 협찬하고 있었지만 2005년엔 협찬하지 않았다. 참가 아티스트는 에이벡스 계열 프로덕션 소속이 대부분으로, 에이벡스의 주력 아티스트 중에서도 V6, 다 펌프 등은 출연하고 있지 않다.
앞서 말한 것처럼 에이벡스에 의한 여름 이벤트는 90년대부터 행해지고 있었지만, 2000년까지는 단회장 개최에 한정되어 아무로 나미에나 미츠키 아리사, D-루프이라 하는 라이징계 프로덕션 소속의 아티스트도 참가하고 있었다. a-nation의 프로토 타입이라고도 할 수 있는 것이 2001년에 각지에서 개최된 「avex MUSIC COMER 2001」(센다이), 「JAM JAM MARINA 2001」(야마구치), 「Summer Breeze 슈퍼 라이브」(시마네), 「RUSH!! '01」(도쿄), 「산마리나사마이류젼 2001」(오키나와), 「Girls Girls Girls」(나가사키) 등이다. 이것들은 출연자가 에이벡스계 프로덕션 소속자에게 한정되어 또 유료 이벤트였던 것도 현재의 a-nation에 꽤 가까운 것이었다. 2002년에 a-nation로서 정식으로 투어 이벤트화되었지만 이때의 정식명칭은 「a+nation avex SUMMER FESTA 2002」였다. 2004년부터 에이벡스 소속 아티스트 뿐만 아니라, 경합 레코드 회사에 소속하는 아티스트의 객원 출연도 행해지고 있으며 2012년 공연 방식의 변화(정해진 콘셉트에 따른 가수 섭외)로 소속 아티스트 외 출연진의 폭이 더욱 넓어졌다.

### 엔딩 무대
에이네이션 엔딩 무대는 매년 하마사키 아유미가 맡아 왔다. (2002년, 2003년에는 마지막에 출연자 전원이 1곡씩 부르고 막을 내렸다.)

동방신기가 2011년 도쿄 공연에서 해외 아티스트 최초로 에이네이션의 엔딩을 장식한 이후 현재까지 엔딩 무대를 맡아오고 있다.

(2012년부터 에이네이션 공연 일자에 따라 출연진이 바뀌면서 양일 각각 동방신기와 하마사키 아유미가 엔딩 무대를 장식했다.)

## 참가 가수 목록

### 2002년
- Day After Tomorrow
- Dream
- イクタ☆アイコ
- Do As Infinity
- BoA
- EXILE
- Every Little Thing
- 하마사키 아유미
- TRF
- globe (써프라이즈 게스트)
- 기나 쇼키치

도쿄 무대의 마지막 날로 globe에 요시키가 가입하는 것이 발표되었다.

### 2003년
- SweetS
- イクタ☆アイコ
- Day After Tomorrow
- Dream
- BoA
- 나카다 마사에
- ウー・ルーチン
- Do As Infinity
- Every Little Thing
- TRF
- 하마사키 아유미

등등 출연

### 2004년
- mihimaru GT
- THE LOOSE DOGS
- Dream
- Road of Major
- 오오츠카 아이
- 히토미
- BoA
- EXILE
- TRF
- Every Little Thing
- 하마사키 아유미
- 플로(객원 출연)
- 토미 페브러리6(객원 출연)
- T.M.Revolution(객원 출연)
- 포르노그라피티(객원 출연)

등등 출연
이른바 「에이벡스 주도권 분쟁」에 관해서 하마사키 아유미가 무대에서 이야기를 했었다.

### 2005년
- AAA
- 에이지아 엔지니어
- 아라시로 베니
- 스즈키 아미
- 로드 오브 메이저
- 오오츠카 아이
- m-flo
- 동방신기
- 코다 쿠미
- Do As Infinity
- hitomi
- 시마타니 히토미
- BoA
- Every Little Thing
- globe
- TRF
- 하마사키 아유미 (삿포로 공연은 병 때문에 불참)
- T.M.Revolution(객원 출연)
- D-51(객원 출연)
- 키시단(객원 출연)

등등 출연

### 2006년
이하의 내용은 서프라이즈 아티스트, 오프닝 액트, 파워 스테이지 아티스트를 포함한다.
- TRF
- hitomi
- Every Little Thing
- 하마사키 아유미
- 코다 쿠미
- BoA
- 오오츠카 아이
- Road of Major
- 스즈키 아미
- 동방신기
- AAA
- mink
- 반 토미코
- m-flo(객원 출연)
- T.M.Revolution(객원 출연)
- mihimaru GT(객원 출연)
- FLOW(객원 출연)
- Rinka（린카）(객원 출연)
- DJ OZMA(객원 출연)
- Sowelu(객원 출연)
- ZZ
- SEED
- SEAMO
- 다마키 히로시
- 천상지희 더 그레이스
- TRAX
- 나카무라 아타루
- Buzz72+
- misono
- MAY
- 램지
- Ricken's
- Rin'

등등 출연
도쿄 무대에는 고리에나 조슈 고리키가 게스트로 출연했다.